# Joan Bonal Gràcia

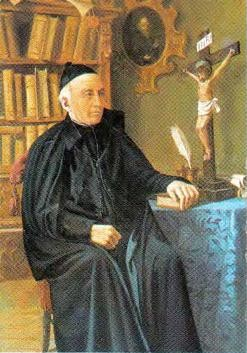
Joan Bonal Gràcia

Joan Bonal Gracia (ur. 24 sierpnia 1769 w Terrades, zm. 19 sierpnia 1829 w Zuera) – hiszpański duchowny, Sługa Boży Kościoła katolickiego. 

## Życiorys
Urodził się w zamożnej rodzinie był najstarszym z siedmiorga dzieci swoich rodziców. Wstąpił do Uniwersytetu Sertoriańskiego w Huesca, gdzie studiował filozofię i w 1791 roku uzyskał licencjat. Potem studiował teologię w Kolegium Ojców Dominikanów w Barcelonie, a kilka miesięcy później został wyświęcony na kapłana. Razem z Marią Rafols założył zgromadzenie Sióstr Miłosierdzia św. Anny. Zmarł 19 sierpnia 1829 roku mając zaledwie 59 lat w opinii świętości. Obecnie trwa jego proces beatyfikacyjny.